# 柳伊斯·金塔納-穆爾西
柳伊斯·金塔納-穆爾西（西班牙語：Lluis Quintana-Murci，1970年—），出生于西班牙马略卡岛帕尔马，是一位西班牙生物学家。 

## 生平
在西班牙巴塞罗那大学学习生物学后，他获得了義大利帕维亚大学人类遗传学博士学位，并获得了在巴黎第六大学指导研究的资格。在法國巴斯德研究所获得博士后奖学金並在图森大学（美国）和牛津大学（英国）多次实习后，路易斯·金塔纳-穆尔西加入了法國國家科學研究中心CNRS，担任人类种群遗传学研究员。自 2007 年以来，他一直领导巴斯德研究所的人类进化遗传学部门。 Lluis Quintana-Murci 的研究采用多学科方法，整合了人类遗传学、群体遗传学、流行病学和免疫学。他的团队开展的工作，包括巴斯克人和俾格米人基因组的研究，经常被媒体报道。 
他的出版物经常被其他科学文章引用。 

## 獲獎
他于2008年获得CNRS铜牌并于 2009 年获得巴斯德研究所颁发的 Georges、Jacques 和 Elias Canetti 奖。  他在2019年獲選為法國科學院院士。